# Сеттл, Томас
Томас Гринхау Уильямс Сеттл по прозвищу «Текс» (англ. Thomas Greenhow Williams Settle; 4 ноября 1895 года — 28 апреля 1980, Бетесда) — офицер военно-морских сил США, воздухоплаватель, пилот-испытатель дирижаблей и высотных стратостатов. Сеттл — победитель гонки Гордона Беннета 1932 года, обладатель трофея Хармона, приза Литчфилда и четырёх мировых рекордов FAI, включая продержавшийся неполный год абсолютный рекорд высоты полёта в 18665 м. С 1934 года по 1939 год Сеттл командовал канонерскими лодками на театре гражданской войны в Китае, с марта 1944 года по июль 1945 года — тяжёлым крейсером «Портленд» на Тихоокеанском театре Второй Мировой войны. Награждён Военно-морским крестом за бой в заливе Суригао 24—25 октября 1944 года.

## Биография
Томас Сеттл, выпускник Военно-морской академии США 1918 года, начал службу на эскадренных миноносцах. В 1920 году ему довелось побывать в Крыму в составе англо-американских экспедиционных сил. По воспоминаниями пианиста Сергея Борткевича, Сеттл участвовал в скупке драгоценностей у врангелевских офицеров и беженцев, пытавшихся покинуть Крым. Позже, уже в эмиграции, Борткевич посвятил Сеттлу фортепианный цикл «Маленький путешественник».

### Служба в воздухоплавательном отряде ВМС США

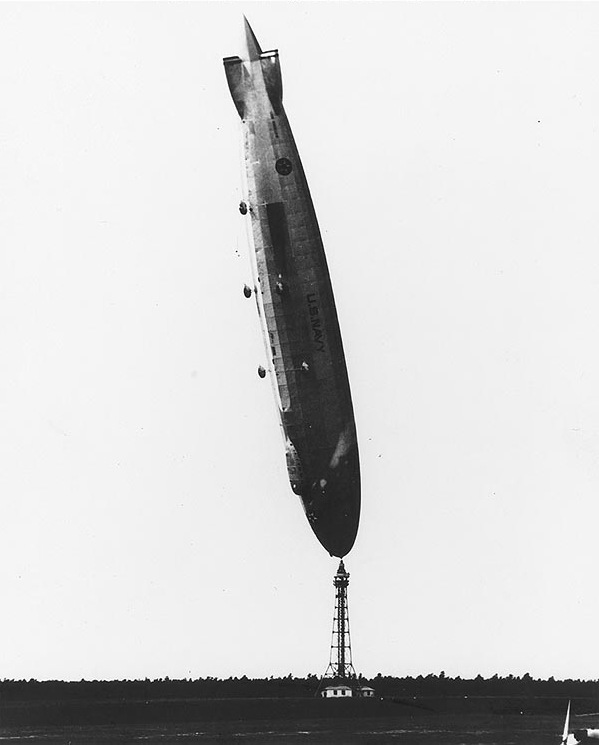
Неуправляемое вращение «Лос-Анджелеса» 25 августа 1927 года

Летом 1924 года Сеттл получил диплом инженера-связиста Гарвардского университета и был назначен офицером связи дирижабля «Шенандоа», а в октябре того же года, по совместительству, офицером связи дирижабля «Лос-Анджелес». Совмещение двух должностей было тогда нормой, так как из-за ограниченного производства гелия в воздух мог подниматься только один из двух больших дирижаблей американских ВМС. В день катастрофы «Шенандоа» 2 сентября 1925 года Сеттл выполнял учебный полёт на привязном аэростате. Избежав гибели, он решил стать настоящим военным лётчиком. В январе 1927 года Cеттл получил квалификацию пилота дирижабля, а в праве переквалифицироваться в пилота самолёта ему было отказано по воле командующего морской авиацией Уильяма Моффета. Однако после гибели стратонавта Хоторна Грея именно Моффет дал добро на постройку спроектированной Сеттлом гондолы рекордного высотного стратостата; проект не состоялся из-за сокращения финансирования.
25 августа 1927 Сеттлу довелось пережить на борту «Лос-Анджелеса» инцидент, едва не закончившийся катастрофой. Дирижабль, стоявший на привязи у причальной мачты, был подброшен вверх неожиданным порывом ветра. Хвост «Лос-Анджелеса», поднявшийся в холодный слой воздуха, начал  всплывать вверх. Сеттл, будучи старшим на борту дирижабля, приказал экипажу перейти в хвостовые отсеки, но неуправляемое вращение продолжилось. Привязанный дирижабль принял почти вертикальное положение, а затем начал медленно опускаться. Сеттл вернул экипаж из хвостовых отсеков, тем самым уравновесив дирижабль, и сумел избежать удара о поверхность земли. Дирижабль выдержал инцидент без последствий, и прослужил до 1932 года, совершив 331 вылет.
В 1928—1933 годы Сеттл служил пилотом-инструктором авиабазы Лейкхёрст, где снискал репутацию жёсткого, не прощающего ошибки наставника. Сеттл публично выступал за чистку воздухоплавательного отряда от некомпетентного «балласта» и за отмену лётной надбавки, поощрявшей, с его слов, приток такого «балласта» в лётный состав. Сеттлу довелось и испытывать дирижабли новых типов, поступавшие в распоряжение отряда. В январе 1928 года Сеттл едва избежал гибели при отказе моторов учебного дирижабля J-3. В октябре 1928 года Сеттл совершил в качестве наблюдателя трансатлантический перелёт на борту новейшего немецкого «Графа Цеппелина»; в 1929 году он был прикомандирован к авиазаводу, на котором строился дирижабль «Акрон». Летом 1931 года он, в должности первого помощника капитана «Лос-Анджелеса», участвовал в испытаниях «воздушного авианосца» — связки дирижабля и подвесных гидросамолётов. В 1931 году Сеттл был назначен командиром экспериментального дирижабля K-1 — первого американского дирижабля, использовавшего в качестве топлива горючий газ (блаугаз).

### Рекордные полёты

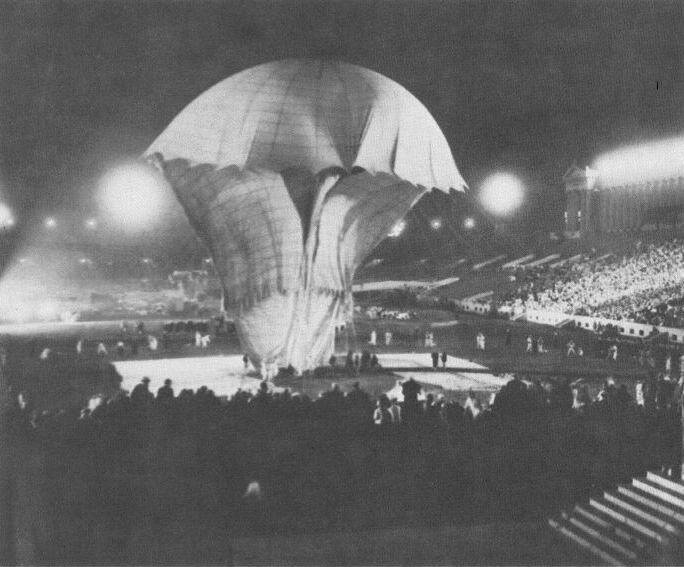
Стратостат «Столетие прогресса». Подготовка к первому, неудачному, полёту

За годы службы в воздухоплавательном отряде Сеттл совершил более 100 полётов на свободнолетящих аэростатах. В 1929 году экипаж Сеттла и Уилфреда Бушнелла, стартовав из Питтсбурга, поставил мировой рекорд дальности (1531,7 км) и времени (43 часа) полёта для лёгких аэростатов. В 1932 году Сеттл и Бушнелл приняли участие в ежегодном соревновании на приз Гордона Беннетта, стартовавшем в Базеле 25 сентября. Фаворитами гонки считались американец Уорд ван Орман и бельгиец Эрнест Демуйтер — но, как показал перелёт, американцы превосходили европейцев в метеорологической подготовке и в умении использовать сложную метеорологическую обстановку. Они сумели продержаться в воздухе двое суток, дольше всех конкурентов; ван Орман превзошёл Сеттла во времени перелёта, но уступил ему почти 200 км в дальности. Сеттл и Бушнелл долетели до Виленского края, в то время принадлежавшего Польше, и выиграли, поставив очередной мировой рекорд дальности в 1550 км.
В 1933 году швейцарский физик, конструктор и пилот стратостатов Огюст Пиккар договорился с американскими инвесторами о постройке и запуске в США рекордного стратостата по собственному проекту. На роль пилота был назначен Сеттл, как наиболее квалифицированный и известный публике воздухоплаватель-американец своего времени. Первый полёт стратостата «Столетие прогресса», приуроченный к одноимённой выставке в Чикаго, был назначен на 4 августа 1933 года и окончился неудачей. Вскоре после взлёта из-за неисправности клапанов стратостат потерял подъёмную силу и совершил вынужденную посадку; Сеттл, отправившийся в полёт в одиночку, не пострадал.
Несколько недель спустя советский стратостат «СССР-1» поднялся на отметку 19000 м, поставив неофициальный мировой рекорд. Именно с этим, пусть и не признанным FAI, достижением пришлось бороться американцам. Второй полёт «Столетия прогресса» состоялся в Акроне — «резиновой столице» США, где строились и ремонтировались американские дирижабли. 17 ноября 1933 года стратостат под управлением Сеттла и майора морской пехоты Честера Фордни благополучно достиг отметки 18665 м (61327 фута). Сеттл и Фордни поставили новый, признанный FAI, мировой рекорд, но не смогли превзойти неофициальное достижение экипажа «СССР-1». Рекорд продержался неполный год: 11 ноября 1935 года американцы Орвил Андерсон и Альберт Стивенс достигли на стратостате Explorer II высоты 22066 м.
| Рекорды, признанные FAI | Рекорды, признанные FAI | Рекорды, признанные FAI        | Рекорды, признанные FAI                                                 | Рекорды, признанные FAI |
| Дата полёта             | Экипаж                  | Воздушное судно                | Достижение                                                              | Примечания              |
| ----------------------- | ----------------------- | ------------------------------ | ----------------------------------------------------------------------- | ----------------------- |
| 6 мая 1929              | Сеттл, Бушнелл          |                                | Рекорд дальности для аэростатов классов A-5th, A-6th — 1531,7 км        | [ 34 ] [ 35 ]           |
| 27 сентября 1932        | Сеттл, Бушнелл          |                                | Рекорд дальности для аэростатов классов A-5th, A-6th, A-7th — 1550 км   | [ 36 ] [ 37 ] [ 38 ]    |
| 4 сентября 1933         | Сеттл, Кендалл          |                                | Рекорд длительности для аэростатов классов A-5th, A-6th, A-7th — 51 час | [ 39 ] [ 40 ] [ 41 ]    |
| 20 ноября 1933          | Сеттл, Фордни           | Стратостат Century of Progress | Рекорд высоты для аэростатов класса A-8th — 18665 м                     | [ 31 ]                  |

### Служба на командных должностях

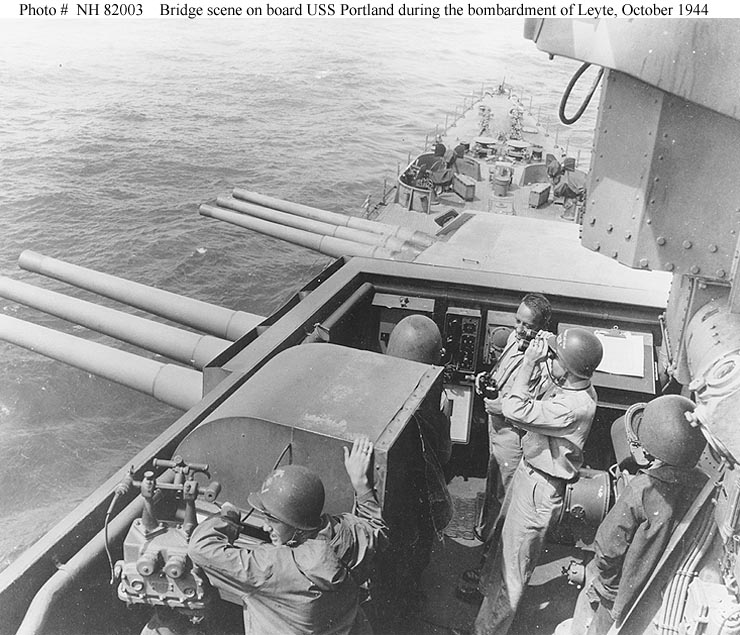
Сеттл (в центре, без шлема) на мостике «Портленда». Октябрь 1944

Незадолго до полёта «Столетия прогресса» тридцативосьмилетний Сеттл сумел добиться перевода из воздухоплавательного отряда в плавсостав ВМС США. В 1934 году он принял назначение капитаном речной канонерской лодки «Палос», охранявшей торговые интересы США в Китае в рамках «патруля Янцзы». Сеттл получил трудновыполнимое задание — провести старый, низкобортный, утяжелённый многочисленными ремонтами и модернизациями корабль вверх по течению Янцзы, от Шанхая до Чунцина. За полтора месяца, с 1 октября по 12 ноября 1934 года, канонерка прошла 2100 км, благополучно преодолела опасные пороги выше Ичана, и заступила на дежурство в Чунцине. Выполнив задание, Сеттл принял командование однотипной канонеркой «Монокаси», также служившей в «патруле Янцзы».
В 1939—1941 годы Сеттл прошёл обучение и переподготовку в Военно-морском колледже в Ньюпорте, а затем возглавил аэростатные службы Тихоокеанского флота США. 2 марта 1944 Сеттл принял командование тяжёлым крейсером «Портленд», который в то время базировался на Эниветок. По воспоминаниям сослуживцев, Сеттл оказался приверженцем старых морских традиций в отношениях и с вышестоящими начальниками, и с подчинёнными, и быстро завоевал расположение экипажа.
В апреле 1944 года крейсер обеспечивал поддержку десанту в битве за Голландию, в сентябре 1944 года поддерживал десант в битве за Пелелиу, обстреливая японские укрепления прямой наводкой из зенитных автоматов. 24 октября 1944 года крейсер в составе отряда адмирала Олдендорфa занял позиции в северной части пролива Суригао для перехвата японского соединения адмирала Нисимуры. В 4:00 утра 25 октября «Портленд» открыл огонь по японскому крейсеру «Могами»; уже в 4:02 прямое попадание вывело из строя весь командный состав на мостике «Могами». В последующие полтора часа боя «Портленд» дважды открывал огонь по японским линейным кораблям; к 05:40 бой закончился полной победой американцев. За действия в проливе Суригао Сеттл был награждён Военно-морским крестом США.
Бои в Лингаенском заливе, в которых японцы массово применили камикадзе, раскрыли в Сеттле талант судоводителя: благодаря активному маневрированию «Портленд» не получил ни одного попадания c воздуха. Отчасти везение «Портленда» объяснялось тем, что японцы атаковали в первую очередь авианосцы, отчасти — мастерством артиллеристов-зенитчиков. Сеттл, по воспоминаниям очевидцев, управлял тяжёлым крейсером как торпедным катером, в то время как большинство американских кораблей оставалось в линейном строю, обороняясь лишь зенитным огнём. По трудно объяснимым причинам в конце войны, когда японцы перешли от бомбометания и атак торпедоносцев к тактике камикадзе, американцы отказались от активного маневрирования при авианалётах; Сеттл своими действиями нарушал негласно сложившуюся практику и регулярно получал за это взыскания.

### Послевоенные годы
После разгрома Японии Сеттл, уже в звании контр-адмирала, вернулся на Янцзы, сменив Бертрама Роджерса в должности командующего седьмой береговой флотилии (Seventh Amphibious Force). В сентябре 1945 года он, как единственный русскоговорящий адмирал Тихоокеанского флота, занимался репатриацией японских пленных из занятого советскими войсками Ляодунского полуострова и сбором капитулировавших японских кораблей в Циндао. В конце 1940-х годов Сеттл выполнял военно-дипломатические задания в Турции и Греции, служил советником в штабах морской авиации, а в 1950 году был назначен командующим испытаниями атомного оружия на острове Амчитка. Годом позже Сеттл, опираясь на данные геологической разведки, предложил отменить или отложить взрывы. Командование согласилось с его доводами и к июлю 1951 года операция была свёрнута, а Сеттл перешёл на должность коменданта восьмого военно-морского округа (Новый Орлеан).
Последним место службы Сеттла стала Норвегия. Сеттл вышел в отставку в 1957 году, но впоследствии дважды, в 1962 и 1963 годы, призывался в строй в качестве руководителя рабочей группы ВМС по кадровой политике. В отставке Сеттл занимался административной работой в металлургическом отделении компании General Mills и политическими исследованиями в Джорджтаунском университете.